# Selección de fútbol de las Islas Vírgenes de los Estados Unidos
La selección de fútbol de las Islas Vírgenes de los Estados Unidos es el representativo nacional de este país. Es controlada por la U.S. Virgin Islands Soccer Federation, perteneciente a la Concacaf. Hasta el 3 de julio del 2011 había logrado solamente una única victoria en su primer partido internacional ante la selección de las Islas Vírgenes Británicas, acontecida el 22 de marzo de 1998. Al día siguiente, ganó su segundo partido internacional, justamente ante ese mismo rival, por un marcador de 2-0, en un encuentro válido por la Clasificación de Concacaf para la Copa Mundial de Fútbol de 2014.

## Islas Vírgenes de los Estados Unidos en la Clasificación
Tuvo su debut mundialista en la Clasificación de Concacaf para la Copa Mundial de Fútbol de 2002, donde en primera ronda del Caribe enfrentaron a San Vicente y las Granadinas. En el juego de ida en Kingstown, San Vicente y las Granadinas sacó la ventaja de local y ganó con un abultado 9-0; y en el juego de vuelta la historia fue parecida, donde las Islas Vírgenes de los Estados Unidos fueron derrotados 1-5 y eliminados del Mundial Corea y Japón 2002. El gol de Islas Vírgenes lo anotó Joaquim Santos.
En la Clasificación de Concacaf para la Copa Mundial de Fútbol de 2006, les tocó en primera ronda enfrentar a San Cristóbal y Nieves. En Charlotte Amalie, las Islas Vírgenes sucumbieron 0-4 y en el de vuelta en Basseterre fueron derrotados 7-0, siendo eliminados otra vez en primera ronda.
Para la Clasificación de Concacaf para la Copa Mundial de Fútbol de 2010, les tocó enfrentar a Granada en la primera ronda. Jugaron un único partido en Saint George y perdieron 10-0, quedando otra vez fuera de un mundial.
Para la Copa Mundial de Fútbol de 2014 les tocó jugar la primera ronda contra sus vecinos de las Islas Vírgenes Británicas, donde ganaron sus dos encuentros 2-0 y 1-2 (dos goles de Reid Klopp y uno de Alderman Lesmond y Dwayne Thomas); y lograron una histórica clasificación a la Segunda ronda de la Clasificación de Concacaf para la Copa Mundial de Fútbol de 2014 por primera vez, en la cual convirtió 2 goles (uno de Jamie Brown y el otro de Keithroy Cornelius) pero recibió 40 en sus 6 partidos jugados.
Para la eliminatoria rumbo al mundial de Rusia 2018 le tocó enfrentarse a su similar de Barbados, en la que en el partido de ida lograron una sorpresiva victoria 1-0 en condición de visitante en Bridgetown, pero en el partido de vuelta en Charlotte Amalie, Barbados no tuvo piedad y ganó 0-4, con lo que las Islas Vírgenes quedaron en el camino con un marcador global de 1-4.
Para la Copa del Caribe 2017, empezaría con el pie derecho al ganarle a su similar de Sint Maarten, para luego perder ante Granada, haciendo historia al pasar de fase, pero todo se iría al olvido ya que el equipo perdió sus 2 partidos por 0-7 ante sus similares de Guyana y Curazao, quedando eliminada de dicha competición.

## Últimos partidos y próximos encuentros
Actualizado al último partido jugado el 14 de agosto de 2024
| Fecha      | Ciudad      | Local                 | Resultado      | Visitante             | Competición                     |
| ---------- | ----------- | --------------------- | -------------- | --------------------- | ------------------------------- |
| 07-09-2023 | Saint Croix | I. Vírg. de los EE.UU | 2:2            | Islas Caimán          | Liga Naciones Concacaf 23/24    |
| 14-10-2023 | Oranjestad  | Aruba                 | 3:1            | I. Vírg. de los EE.UU | Liga Naciones Concacaf 23/24    |
| 17-10-2023 | George Town | Islas Caimán          | 2:1            | I. Vírg. de los EE.UU | Liga Naciones Concacaf 23/24    |
| 16-11-2023 | Saint Croix | I. Vírg. de los EE.UU | 1:4            | Aruba                 | Liga Naciones Concacaf 23/24    |
| 22-03-2024 | Saint Croix | I. Vírg. de los EE.UU | 1:1            | I. Virg. Británicas   | Clasificación Copa Mundial 2026 |
| 26-03-2024 | Road Town   | I. Virg. Británicas   | 0:0 (4:2 pen.) | I. Vírg. de los EE.UU | Clasificación Copa Mundial 2026 |
| 04-09-2024 | Saint Croix | I. Vírg. de los EE.UU | 3:3            | Bahamas               | Liga Naciones Concacaf 24/25    |
| 10-09-2024 | Saint Croix | I. Vírg. de los EE.UU | 0:3            | Barbados              | Liga Naciones Concacaf 24/25    |
| 09-10-2024 | Bridgetown  | Barbados              | 5:0            | I. Vírg. de los EE.UU | Liga Naciones Concacaf 24/25    |
| 12-10-2024 | Bridgetown  | Bahamas               | 3:1            | I. Vírg. de los EE.UU | Liga Naciones Concacaf 24/25    |
| 13-08-2025 | Springdale  | I. Vírg. de los EE.UU | 1:1            | Turcas y Caicos       | Partido amistoso                |
| 14-08-2025 | Springdale  | I. Vírg. de los EE.UU | 4:0            | Islas Marshall        | Partido amistoso                |
| 16-08-2025 | Springdale  | Ozark United          | -:-            | I. Vírg. de los EE.UU | Partido Amistoso Híbrido        |

## Estadísticas

### Copa Mundial de Fútbol
| Copa Mundial de Fútbol | Copa Mundial de Fútbol  | Copa Mundial de Fútbol  | Copa Mundial de Fútbol  | Copa Mundial de Fútbol  | Copa Mundial de Fútbol  | Copa Mundial de Fútbol  | Copa Mundial de Fútbol  |
| Año                    | Ronda                   | J                       | G                       | E                       | P                       | GF                      | GC                      |
| ---------------------- | ----------------------- | ----------------------- | ----------------------- | ----------------------- | ----------------------- | ----------------------- | ----------------------- |
| 1930 - 1998            | No existía la selección | No existía la selección | No existía la selección | No existía la selección | No existía la selección | No existía la selección | No existía la selección |
| 2002                   | No clasificó            | No clasificó            | No clasificó            | No clasificó            | No clasificó            | No clasificó            | No clasificó            |
| 2006                   | No clasificó            | No clasificó            | No clasificó            | No clasificó            | No clasificó            | No clasificó            | No clasificó            |
| 2010                   | No clasificó            | No clasificó            | No clasificó            | No clasificó            | No clasificó            | No clasificó            | No clasificó            |
| 2014                   | No clasificó            | No clasificó            | No clasificó            | No clasificó            | No clasificó            | No clasificó            | No clasificó            |
| 2018                   | No clasificó            | No clasificó            | No clasificó            | No clasificó            | No clasificó            | No clasificó            | No clasificó            |
| 2022                   | No clasificó            | No clasificó            | No clasificó            | No clasificó            | No clasificó            | No clasificó            | No clasificó            |
| 2026                   | No clasificó            | No clasificó            | No clasificó            | No clasificó            | No clasificó            | No clasificó            | No clasificó            |
| 2030                   | Por disputarse          | Por disputarse          | Por disputarse          | Por disputarse          | Por disputarse          | Por disputarse          | Por disputarse          |
| Total                  | 0/23                    | -                       | -                       | -                       | -                       | -                       | -                       |

### Copa de Oro de la Concacaf
| Copa de Oro de la Concacaf | Copa de Oro de la Concacaf | Copa de Oro de la Concacaf | Copa de Oro de la Concacaf | Copa de Oro de la Concacaf | Copa de Oro de la Concacaf | Copa de Oro de la Concacaf | Copa de Oro de la Concacaf |
| Año                        | Ronda                      | J                          | G                          | E                          | P                          | GF                         | GC                         |
| -------------------------- | -------------------------- | -------------------------- | -------------------------- | -------------------------- | -------------------------- | -------------------------- | -------------------------- |
| 1963 - 1998                | No existía la selección    | No existía la selección    | No existía la selección    | No existía la selección    | No existía la selección    | No existía la selección    | No existía la selección    |
| 2000                       | No clasificó               | No clasificó               | No clasificó               | No clasificó               | No clasificó               | No clasificó               | No clasificó               |
| 2002                       | No clasificó               | No clasificó               | No clasificó               | No clasificó               | No clasificó               | No clasificó               | No clasificó               |
| 2003                       | No clasificó               | No clasificó               | No clasificó               | No clasificó               | No clasificó               | No clasificó               | No clasificó               |
| 2005                       | No clasificó               | No clasificó               | No clasificó               | No clasificó               | No clasificó               | No clasificó               | No clasificó               |
| 2007                       | No clasificó               | No clasificó               | No clasificó               | No clasificó               | No clasificó               | No clasificó               | No clasificó               |
| 2009                       | No participó               | No participó               | No participó               | No participó               | No participó               | No participó               | No participó               |
| 2011                       | No participó               | No participó               | No participó               | No participó               | No participó               | No participó               | No participó               |
| 2013                       | No participó               | No participó               | No participó               | No participó               | No participó               | No participó               | No participó               |
| 2015                       | No clasificó               | No clasificó               | No clasificó               | No clasificó               | No clasificó               | No clasificó               | No clasificó               |
| 2017                       | No clasificó               | No clasificó               | No clasificó               | No clasificó               | No clasificó               | No clasificó               | No clasificó               |
| 2019                       | No clasificó               | No clasificó               | No clasificó               | No clasificó               | No clasificó               | No clasificó               | No clasificó               |
| 2021                       | No clasificó               | No clasificó               | No clasificó               | No clasificó               | No clasificó               | No clasificó               | No clasificó               |
| 2023                       | No clasificó               | No clasificó               | No clasificó               | No clasificó               | No clasificó               | No clasificó               | No clasificó               |
| 2025                       | No clasificó               | No clasificó               | No clasificó               | No clasificó               | No clasificó               | No clasificó               | No clasificó               |
| Total                      | 0/28                       | -                          | -                          | -                          | -                          | -                          | -                          |

### Liga de Naciones de la Concacaf
| Liga de Naciones de la Concacaf | Liga de Naciones de la Concacaf | Liga de Naciones de la Concacaf | Liga de Naciones de la Concacaf | Liga de Naciones de la Concacaf | Liga de Naciones de la Concacaf | Liga de Naciones de la Concacaf | Liga de Naciones de la Concacaf | Liga de Naciones de la Concacaf | Liga de Naciones de la Concacaf |
| Año                             | L                               | G                               | Ronda                           | J                               | G                               | E                               | P                               | GF                              | GC                              |
| ------------------------------- | ------------------------------- | ------------------------------- | ------------------------------- | ------------------------------- | ------------------------------- | ------------------------------- | ------------------------------- | ------------------------------- | ------------------------------- |
| 2019-20                         | C                               | A                               | Tercer lugar                    | 6                               | 1                               | 0                               | 5                               | 3                               | 11                              |
| 2022-23                         | C                               | A                               | Cuarto lugar                    | 6                               | 1                               | 1                               | 4                               | 5                               | 10                              |
| 2023-24                         | C                               | B                               | Tercer lugar                    | 4                               | 0                               | 1                               | 3                               | 6                               | 11                              |
| 2024-25                         | C                               | A                               | Tercer lugar                    | 4                               | 0                               | 1                               | 3                               | 4                               | 14                              |
| Total                           | Total                           | Total                           | 4/4                             | 20                              | 2                               | 3                               | 15                              | 18                              | 46                              |

## Torneos regionales de la CFU

### Copa del Caribe
| Copa del Caribe | Copa del Caribe         | Copa del Caribe         | Copa del Caribe         | Copa del Caribe         | Copa del Caribe         | Copa del Caribe         | Copa del Caribe         |
| Año             | Ronda                   | J                       | G                       | E                       | P                       | GF                      | GC                      |
| --------------- | ----------------------- | ----------------------- | ----------------------- | ----------------------- | ----------------------- | ----------------------- | ----------------------- |
| 1989-1997       | No existía la selección | No existía la selección | No existía la selección | No existía la selección | No existía la selección | No existía la selección | No existía la selección |
| 1998            | Se retiró               | Se retiró               | Se retiró               | Se retiró               | Se retiró               | Se retiró               | Se retiró               |
| 1999            | No clasificó            | No clasificó            | No clasificó            | No clasificó            | No clasificó            | No clasificó            | No clasificó            |
| 2001            | No clasificó            | No clasificó            | No clasificó            | No clasificó            | No clasificó            | No clasificó            | No clasificó            |
| 2005            | No clasificó            | No clasificó            | No clasificó            | No clasificó            | No clasificó            | No clasificó            | No clasificó            |
| 2007            | No clasificó            | No clasificó            | No clasificó            | No clasificó            | No clasificó            | No clasificó            | No clasificó            |
| 2008            | No participó            | No participó            | No participó            | No participó            | No participó            | No participó            | No participó            |
| 2010            | No participó            | No participó            | No participó            | No participó            | No participó            | No participó            | No participó            |
| 2012            | No participó            | No participó            | No participó            | No participó            | No participó            | No participó            | No participó            |
| 2014            | No clasificó            | No clasificó            | No clasificó            | No clasificó            | No clasificó            | No clasificó            | No clasificó            |
| 2016            | No clasificó            | No clasificó            | No clasificó            | No clasificó            | No clasificó            | No clasificó            | No clasificó            |
| Total           | 0/19                    | -                       | -                       | -                       | -                       | -                       | -                       |

### Historial de enfrentamientos
Actualizado al 12 de octubre de 2024.
| Rival                        | Juegos | G | E  | P  | GF | GC  | D    |
| ---------------------------- | ------ | - | -- | -- | -- | --- | ---- |
| Anguila                      | 2      | 1 | 1  | 0  | 3  | 0   | +3   |
| Antigua y Barbuda            | 3      | 0 | 0  | 3  | 1  | 21  | -20  |
| Aruba                        | 2      | 0 | 0  | 2  | 2  | 7   | -5   |
| Bahamas                      | 3      | 0 | 2  | 1  | 4  | 6   | -2   |
| Barbados                     | 7      | 1 | 0  | 6  | 1  | 20  | -19  |
| Bermudas                     | 1      | 0 | 0  | 1  | 0  | 6   | -6   |
| Bonaire                      | 3      | 0 | 0  | 3  | 1  | 6   | -5   |
| Canadá                       | 1      | 0 | 0  | 1  | 0  | 8   | -8   |
| Curazao                      | 4      | 0 | 0  | 4  | 1  | 21  | -20  |
| El Salvador                  | 1      | 0 | 0  | 1  | 0  | 7   | -7   |
| Granada                      | 4      | 0 | 0  | 4  | 1  | 18  | -17  |
| Guadalupe                    | 1      | 0 | 0  | 1  | 0  | 11  | -11  |
| Guyana                       | 1      | 0 | 0  | 1  | 0  | 7   | -7   |
| Haití                        | 4      | 0 | 0  | 4  | 1  | 36  | -35  |
| Islas Caimán                 | 4      | 0 | 1  | 3  | 3  | 7   | -4   |
| Islas Vírgenes Británicas    | 10     | 3 | 4  | 3  | 7  | 12  | -5   |
| Jamaica                      | 1      | 0 | 0  | 1  | 1  | 11  | -10  |
| Montserrat                   | 2      | 0 | 0  | 2  | 0  | 5   | -5   |
| República Dominicana         | 3      | 0 | 0  | 3  | 3  | 17  | -14  |
| Saint-Martin                 | 5      | 1 | 2  | 2  | 5  | 6   | -1   |
| San Cristóbal y Nieves       | 2      | 0 | 0  | 2  | 0  | 12  | -12  |
| Santa Lucía                  | 3      | 0 | 0  | 3  | 1  | 25  | -24  |
| San Vicente y las Granadinas | 2      | 0 | 0  | 2  | 1  | 14  | -13  |
| Sint Maarten                 | 1      | 1 | 0  | 0  | 2  | 1   | +1   |
| Islas Turcas y Caicos        | 3      | 1 | 1  | 1  | 5  | 5   | 0    |
| Total                        | 72     | 8 | 11 | 53 | 42 | 287 | -245 |

### Partidos ganados por Islas Vírgenes de los Estados Unidos
| Fecha                   | Ciudad           | Local                                | Resultado | Visitante                            | Competición                       |
| ----------------------- | ---------------- | ------------------------------------ | --------- | ------------------------------------ | --------------------------------- |
| 21 de marzo de 1998     | Charlotte Amalie | Islas Vírgenes de los Estados Unidos | 1:0       | Islas Vírgenes Británicas            | Amistoso                          |
| 3 de julio de 2011      | Charlotte Amalie | Islas Vírgenes de los Estados Unidos | 2:0       | Islas Vírgenes Británicas            | Clasificación Brasil 2014         |
| 10 de julio de 2011     | Road Town        | Islas Vírgenes Británicas            | 1:2       | Islas Vírgenes de los Estados Unidos | Clasificación Brasil 2014         |
| 22 de marzo de 2015     | Bridgetown       | Barbados                             | 0:1       | Islas Vírgenes de los Estados Unidos | Clasificación Rusia 2018          |
| 26 de marzo de 2016     | Philipsburg      | Sint Maarten                         | 1:2       | Islas Vírgenes de los Estados Unidos | Copa del Caribe de 2016           |
| 22 de marzo de 2019     | The Valley       | Anguila                              | 0:3       | Islas Vírgenes de los Estados Unidos | Clasificación Liga Concacaf 2019  |
| 8 de septiembre de 2019 | The Valley       | Saint-Martin                         | 1:2       | Islas Vírgenes de los Estados Unidos | Liga de Naciones Concacaf 2019-20 |
| 6 de junio de 2022      | The Valley       | Islas Turcas y Caicos                | 2:3       | Islas Vírgenes de los Estados Unidos | Liga de Naciones Concacaf 2022-23 |

## Entrenadores
- Paul Inurie (2000)
- Glad Bugariu (2000–2002)[4][5]
- Francisco Williams Ramírez (2002-2003)
- Carlton Freeman (2004–2008)
- Craig Martin (2010)
- Keith Griffith (2011)[6]
- Terrence Jones (2011)[7][8][9]
- Leonard Appleton (2014)[10]
- Ahmed Mohamed Ahmed (2015–2017)[11][12][13]
- Marcelo Serrano (2018–2019)[14][15]
- Gilberto Damiano (2019–2024)[16][3]
- Terrance Jones (2024–presente)[3]

## Jugadores

### Última convocatoria
Lista de convocados para los partidos de la Concacaf Nations League ante Barbados y Bahamas el 9 y el 12 de octubre de 2024.
| No. | Pos. | Jugador            | Fecha de nacimiento (edad)         | Apa. | Goles | Club                      |
| --- | ---- | ------------------ | ---------------------------------- | ---- | ----- | ------------------------- |
|     | POR  | Dylan Ramos        | 6 de agosto de 2001 (24 años)      | 7    | 0     | Savannah Clovers FC       |
|     | POR  | Terrence Jones Jr. | 20 de diciembre de 1991 (33 años)  | 1    | 0     | La Raza                   |
|     | POR  | Whelan Joseph      | 8 de octubre de 2002 (22 años)     | 1    | 0     | Eastern Illinois Panthers |
|     |      |                    |                                    |      |       |                           |
|     | DEF  | Jett Blaschka      | 16 de diciembre de 1999 (25 años)  | 24   | 1     | Sin equipo                |
|     | DEF  | Quinn Farrell      | 26 de septiembre de 2002 (22 años) | 12   | 2     | LSUE Bengals              |
|     | DEF  | Zahmyre Harris     | 14 de octubre de 1998 (26 años)    | 11   | 0     | Georgia Southern Eagles   |
|     | DEF  | Kidaniel Perez     | 12 de septiembre de 1997 (27 años) | 3    | 0     | Rovers                    |
|     | DEF  | Carmelo Rodríguez  | 19 de diciembre de 1992 (32 años)  | 3    | 0     | Rovers                    |
|     | DEF  | Deve Barbour       | 12 de enero de 1993 (32 años)      | 2    | 0     | Rovers                    |
|     |      |                    |                                    |      |       |                           |
|     | MED  | Jamie Browne       | 3 de julio de 1989 (36 años)       | 11   | 3     | United We Stand           |
|     | MED  | Julius Brown       | 11 de abril de 2005 (20 años)      | 8    | 0     | Helenites SC              |
|     | MED  | Axel Bartsch       | 16 de mayo de 2002 (23 años)       | 7    | 0     | La Raza                   |
|     | MED  | Rabi Abdallah      | 4 de diciembre de 2004 (20 años)   | 1    | 0     | Helenites                 |
|     | MED  | Jannick Liburd     | 26 de septiembre de 2001 (23 años) | 0    | 0     | Sin equipo                |
|     | MED  | Andrew Shaffer     | 9 de marzo de 2004 (21 años)       | 3    | 0     | Bowling Green Falcons     |
|     | MED  | Jair Whyte         | 4 de junio de 2004 (21 años)       | 3    | 0     | Merrimack Warriors        |
|     |      |                    |                                    |      |       |                           |
|     | DEL  | Jimson St. Louis   | 2 de diciembre de 2002 (22 años)   | 20   | 1     | Southeastern Blackhawks   |
|     | DEL  | Rakeem Joseph      | 23 de mayo de 2000 (25 años)       | 14   | 2     | Empire                    |
|     | DEL  | Matthew Roth       | 14 de agosto de 2004 (21 años)     | 10   | 0     | Coastal Rush Pensacola    |
|     | DEL  | Naqwan Henry       | 16 de noviembre de 2004 (20 años)  | 9    | 1     | United We Stand           |
|     | DEL  | Hasani Edgar       | 20 de agosto de 2003 (21 años)     | 1    | 0     | Unique                    |
|     | DEL  | Ramesses McGuiness | 6 de enero de 2000 (25 años)       | 12   | 1     | Pittsburgh City United    |
|     | DEL  | Orion Mills        | 9 de septiembre de 2002 (22 años)  | 8    | 1     | Sin equipo                |